# سكوت بويد
سكوت بويد (بالإنجليزية: Scott Boyd)‏ (4 يونيو 1986 في المملكة المتحدة - ) هو لاعب كرة قدم بريطاني في مركز الدفاع. لعب مع نادي بارتيك ثيسل ونادي روس كاونتي ونادي ليفينغستون لكرة القدم.

## وصلات خارجية
- سكوت بويد على موقع قاعدة بيانات كرة القدم.إي يو (الإنجليزية)
- سكوت بويد على موقع Soccerbase.com (لاعب) (الإنجليزية)
- سكوت بويد على موقع Soccerway.com (الإنجليزية)